# Centro Regional para el Fomento del Libro en América Latina y el Caribe
El Centro Regional para el Fomento del Libro en América Latina y el Caribe (Cerlalc) (en portugués: Centro Regional para o Formento do Livro na América Latina e no Caribe) es un organismo intergubernamental bajo los auspicios de la UNESCO, con oficina sede en Colombia. Trabaja en la creación de condiciones para el desarrollo de sociedades lectoras. 
El Cerlalc cuenta con 21 países miembros y orienta sus acciones hacia el fomento de la producción y circulación del libro, la promoción de la lectura y la escritura, la formación de los actores de la cadena del libro y el estímulo y protección de la creación intelectual. En este sentido, brinda asistencia técnica en la formulación de políticas públicas, produce conocimiento, divulga información especializada, desarrolla e impulsa procesos de formación y promueve espacios de concertación y cooperación. 

## Historia
La creación del Cerlalc estuvo inscrita dentro del programa de fomento al libro de la UNESCO, establecido en la 14.ª Conferencia General de esta organización, en 1966. El proyecto original de la UNESCO incluyó la creación de cuatro centros para el fomento de la producción de libros en el mundo: América Latina, Asia, África y los países árabes. Comenzó así el camino de una de las experiencias más exitosas en el campo de la integración regional alrededor del libro.
El 7 de septiembre de 1967, el gobierno colombiano solicitó a la UNESCO que, en el Programa y Presupuesto para el bienio 1969-1970, se extendieran hacia toda América Latina las acciones multilaterales de fomento del libro. La propuesta colombiana incluyó la creación de un Centro Regional para el Fomento del Libro en América Latina como punto focal para desarrollar esfuerzos, orientados a impulsar la libre circulación y el crecimiento de la producción y distribución regional de libros.
Mediante el Decreto 0253 de febrero de 1970, el gobierno colombiano autorizó a cuatro organismos locales (el Instituto Caro y Cuervo; el Instituto Colombiano de Cultura (Colcultura), el Instituto Colombiano para el Fomento de la Educación Superior (ICFES), y el Servicio Nacional de Aprendizaje (SENA)) para que integraran la primera Junta Directiva de un organismo nacional que se llamó Centro Regional para el Fomento del Libro en América Latina, Cerlal, (la "c" final de la sigla actual se agregaría posteriormente). En esta Junta Directiva, además, estaban presentes los ministerios de Relaciones Exteriores y Educación de Colombia, así como el Departamento Nacional de Planeación.
El 3 de marzo de 1970 se firmó el acta de fundación del Cerlalc y el Decreto 2290 del mismo año aprobó los estatutos de esta entidad nacional. El 23 de abril de 1971, el gobierno de Colombia y la UNESCO firmaron en Bogotá un Acuerdo de Cooperación Internacional, por el cual el Gobierno colombiano se comprometía a convertir el organismo en un Centro Regional. Este instrumento estaba abierto a la adhesión de todos los Estados de unidad lingüística hispánica. El Congreso de Colombia le dio su aprobación mediante la Ley 27 de 1971. Poco a poco, los países de la región se fueron adhiriendo. En los cuatro primeros años de funcionamiento del Cerlalc, ingresaron como miembros efectivos: Argentina, Bolivia, Brasil, Costa Rica, Chile, Ecuador, Panamá, Paraguay, República Dominicana, Uruguay y Venezuela.
El Acuerdo de Cooperación Internacional entre la UNESCO y el gobierno colombiano que rige hasta hoy fue firmado en París el 1 de agosto de 1984 y ratificado en Colombia mediante la Ley 65 del 20 de noviembre de 1986. En este acuerdo se amplió el alcance geográfico e idiomático del Centro: se dio cabida a los países de la región Caribe (representada en la "c" final de su nombre actual) y a los países de unidad lingüística hispano-lusitana, incluso fuera del área geográfica latinoamericana.

## Cronología
- En 1966, durante la 14.ª Conferencia General, la UNESCO formaliza un plan de trabajo dirigido a fortalecer la producción y circulación de libros en el mundo en desarrollo. Una reunión de expertos, convocada por la UNESCO en 1969, recomendó que “debe crearse en Bogotá un Centro de Fomento del Libro para América Latina, que sirva como un punto focal para los esfuerzos de impulsar la libre circulación y el crecimiento de la producción y distribución regional de libros”.
- El 23 de abril de 1971, el gobierno de Colombia y la UNESCO firmaron en Bogotá un Acuerdo de Cooperación Internacional por el cual el Gobierno colombiano se comprometió a convertir el Centro, creado en 1970, en un Centro Regional. Este instrumento estaba abierto a la adhesión de todos los Estados de la unidad lingüística hispánica.
- En 1971, se estipularon las primeras acciones de extensión del Centro: capacitación y formación, a través de la organización de cursos en producción editorial y seminarios sobre producción y distribución del libro. También comenzaron algunas actividades en el campo de la información y de la integración regional con la ALALC (Asociación Latinoamericana de Libre Comercio, antecesora de la ALADI).
- En 1975, crece la red latinoamericana por el libro con 13 países miembros: Argentina, Bolivia, Brasil, Colombia, Chile, Costa Rica, Ecuador, España, Panamá, Paraguay, República Dominicana, Uruguay y Venezuela. Dentro de los resultados se contaban las leyes del libro de Argentina y Colombia que recibieron asesoría directa del Cerlal, las aproximaciones a los organismos de integración para cristalizar el mercado común del libro, los primeros contactos para la implementación del ISBN en la región y se empezó a hablar de coedición y de bases de datos bibliográficas.
- En enero de 1977, la UNESCO y el gobierno de Colombia prorrogaron el Acuerdo de 1971. Esta prórroga tendría vigencia hasta el 31 de diciembre de 1982.
- En febrero de 1979, en el Seminario sobre Edición de Libros Infantiles, convocado por el Cerlal, se presentó la propuesta de diseñar un programa latinoamericano de coedición de libros para niños y jóvenes con el objeto de divulgar la diversidad cultural regional, elevar la calidad de la oferta y disminuir los costos de la misma. La idea se concretó en agosto de ese año, cuando se realizó la primera reunión de la Coedición Latinoamericana. En marzo de 1982, se publicó el primer libro, Cuentos, mitos y leyendas de América Latina, con un tiraje de 20.000 ejemplares.
- En 1982, el Cerlal firmó un acuerdo con la Agencia Internacional del ISBN para promover el uso de este identificador en América Latina. A esa fecha las únicas agencias ISBN de la región eran las de México (1977) y Brasil (1978). Así, se incentivó la creación de agencias en Argentina (1982), Costa Rica (1983), Colombia (1984), Venezuela (1984), Ecuador (1986), Chile (1986), Cuba (1989), Uruguay (1990) y Perú (1995).
- Entre 1984 y 1985 se realizó la Exposición Itinerante Latinoamericana de Ilustraciones y Libros para Niños y Jóvenes. El Cerlalc fue pionero en otorgar visibilidad al libro infantil y en particular a la ilustración de libros. La exposición divulgó el trabajo de los ilustradores de la región, sembró en muchos países la preocupación por el tema e inspiró el nacimiento de programas académicos alrededor de la ilustración.
- En 1988 el Cerlalc convocó a la primera reunión de Agencias ISBN. Durante el evento se dictó un seminario práctico sobre el uso del ISBN a los países que habían recibido asistencia técnica desde la firma del acuerdo con la Agencia Internacional.
- En 1991 se creó el primer programa informático para la asignación del ISBN en América Latina. En coordinación con las agencias ISBN de Venezuela y Colombia, se creó la primera versión del Programa de Administración Integrada de Agencias ISBN (PAII).
- En 1993, se elaboró Ley Tipo de Guayaquil. Esta Ley del Libro se concentró en acciones de fomento a la industria editorial como las exenciones tributarias y compras del Estado. Asimismo, en propuestas de fomento de la creación intelectual, de promoción de la lectura y de defensa del derecho de autor. Este texto se convirtió en un mecanismo de homogeneización de las legislaciones nacionales sobre el libro, sirviendo de ejemplo para las alternativas de fomento para los legisladores iberoamericanos.
- En agosto de 1994 el Cerlalc convocó a una reunión con los titulares de cátedras de derecho de autor de las principales universidades latinoamericanas, a pedido de la UNESCO. En dicha reunión, la UNESCO brindó información sobre el programa UNITWIN de Cátedras UNESCO a los profesores participantes, con el fin de constituir una red de cátedras universitarias de derecho de autor en la región. En 1995, se creó la Red UNITWIN de Cátedras UNESCO de Derecho de Autor y Derechos Conexos en América Latina.
- En 1998, nació el Repertorio Integrado de Libros en Venta en Iberoamérica (RILVI), en la 8.ª Cumbre Iberoamericana de Jefes de Estado y de Gobierno, y consistió en la recopilación de los registros de títulos de las agencias nacionales del ISBN. El Cerlalc fue el impulsor y principal responsable del primer catálogo regional de la oferta editorial. En 2010, el RILVI dejó de ser un Programa Cumbre y se convirtió en una actividad permanente del Cerlalc.
- En 1998, se creó el Programa Iberoamericano de Cooperación en materia de Bibliotecas Públicas (PICBIP). En noviembre de ese año se celebró en Cartagena de Indias, Colombia, el Encuentro Iberoamericano de Responsables Nacionales de Bibliotecas Públicas, convocado y organizado por la Dirección General del Libro, Archivos y Bibliotecas del Ministerio de Educación y Cultura de España, con el patrocinio de la Agencia Española de Cooperación Internacional (AECI) y la colaboración del Cerlalc. El objetivo era poner en marcha un mecanismo estable de intercambio de información, experiencias y desarrollo de actividades conjuntas.
- En 2003, se aprobó el Plan Iberoamericano de Lectura (ILIMITA), durante la XIII Cumbre Iberoamericana de Jefes de Estado y de Gobierno, en Santa Cruz de la Sierra, Bolivia.
- En septiembre de 2004, se celebró en Cartagena el primer Encuentro de Responsables Nacionales de Lectura, en el que se le presentó a los 21 gobiernos de Iberoamérica la Agenda de políticas públicas de lectura, que incluía las 11 prioridades de la política pública de lectura. Este documento hizo recomendaciones de objetivos, acciones y medios para trabajar el fomento de la lectura desde una perspectiva integral que involucre la voluntad estatal y la articulación de diversos sectores interesados en la materia.
- En 2006, se creó la Red Nacional de Planes de Lectura (Redplanes) a partir de un colectivo de entidades y personas que comparten el interés de apoyar la búsqueda de estrategias para dinamizar la formulación de políticas y su traducción en acciones concretas en favor de la cultura escrita.
- También en 2006, se llevó a cabo la reunión de expertos para la implementación de políticas públicas en derecho de autor. Las conclusiones del evento, organizado por el Cerlalc, fueron recogidas en la publicación “Diagnóstico del derecho de autor en América Latina”, en la que se esbozó la realidad institucional del derecho de autor en la región y la importancia de contar con un observatorio encargado de impulsar la medición del impacto económico de las industrias creativas en la región y la difusión de información especializada en derecho de autor, que dio lugar a la posterior creación del Observatorio Iberoamericano de Derecho de Autor (ODAI).
- En 2007, se desarrolló el software de registro RISBN. El Cerlalc y la Cámara Colombiana del Libro trabajaron de manera conjunta en el diseño de un software a través del cual fuera posible realizar las solicitudes en línea. Este programa consideró la inclusión de todos los metadatos mínimos de Onix.
- En 2010, el Cerlalc, a través del Observatorio Iberoamericano de Derecho de Autor, y en alianza con el British Council, publicó los documentos “Economía creativa: Una guía introductoria” y “Guía Práctica para mapear las industrias creativas”. Con estas publicaciones se exaltaba la importancia de los bienes y servicios culturales para reducir la polarización y desigualdad económica, al mismo tiempo que se daban lineamientos generales de política pública para medir el impacto de las industrias creativas en el producto interno bruto y en la generación de empleo, así como el diseño de estrategias de promoción y fomento de industrias protegidas por el derecho de autor en las economías locales.
- En 2011, se creó un modelo de ley, con la colaboración de especialistas iberoamericanos, para ofrecer a los países un instrumento efectivo en el proceso de definición de nuevas leyes de la lectura, el libro y las bibliotecas, que se ocupe de manera equilibrada de los componentes del sector y que permita avanzar en la construcción de sociedades lectoras.
- En 2011, y después de 10 años de funcionamiento del Programa Iberoamericano de Cooperación en Materia de Bibliotecas Públicas (PICBIP), se realizó una evaluación externa y el balance general mostró que sus alcances eran limitados. Como consecuencia, se creó el Programa Iberbibliotecas, con el objetivo de contribuir al desarrollo y fortalecimiento de las bibliotecas públicas de Iberoamérica.
- En junio de 2013, el Cerlalc convocó al comité intergubernamental “Nueva Agenda por el libro y la lectura: Recomendaciones para Políticas Públicas en Iberoamérica”, en el que se presentaron las rutas de acción para los gobiernos de la región en torno a los temas del libro. El encuentro contó con la participación de delegados de la UNESCO y de 17 países miembros del Centro. Durante el evento, el Cerlalc identificó las demandas más apremiantes de la región para acompañar la implementación de la nueva agenda por el libro y la lectura.
- Entre 2014 y 2015, se desarrolló un proceso de formación virtual de fomento de la lectura, literatura infantil, arte, cultura y lenguajes expresivos para 6.000 agentes educativos colombianos encargados de la atención a la primera infancia en todo el territorio nacional. Esta formación se realizó en el marco de la estrategia “Fiesta de la Lectura” del Instituto Colombiano de Bienestar Familiar, cuyo objetivo central era garantizar las condiciones para el desarrollo de habilidades comunicativas, expresivas y de lectura en los niños de 0 a 6 años de edad.
- En 2015, se desarrolló el programa International Network of Emerging Library Innovators (Ineli), en el marco del programa Global Libraries, de la Fundación Bill & Melinda Gates, que cuenta con varias versiones internacionales (Balcanes, India, Oceanía, África Subsahariana, Cuerno Africano e Iberoamérica). El Cerlalc fue encargado por la Fundación Gates para implementar el programa en Iberoamérica, con el apoyo de la Fundación Germán Sánchez Ruipérez. Ineli es un programa de formación virtual en gerencia, liderazgo e innovación para bibliotecarios públicos.
- En noviembre de 2015, el Cerlalc convocó a cinco connotados expertos latinoamericanos en primera infancia para discutir sobre temas relacionados con educación, lectura, cultura y atención integral para esta población. Los expertos asistentes fueron Eva Janovitz (México), María Emilia López (Argentina), Patricia Pereira Leite (Brasil), Evelio Cabrejo (Colombia) y Yolanda Reyes (Colombia). Este grupo abordó varios aspectos clave para hacer a los niños pequeños sujetos activos de las prácticas alrededor del lenguaje escrito y oral. Como resultado, se sentaron las bases teóricas y conceptuales para la creación del Observatorio iberoamericano de cultura y educación para la primera infancia (OPI).
- En 2016, se llevó a cabo la exposición Contra Viento y Marea, que recopiló alrededor de 150 casos de éxito de países latinoamericanos que presentaron iniciativas gubernamentales para el fomento de la lectura y el acceso democrático al libro entre finales del siglo XIX hasta la primera década de los 2000. En la primera edición de la exposición, el Cerlalc celebró los 30 años de la Feria Internacional del Libro de Guadalajara, con América Latina como invitada de honor de la Feria. La segunda edición de Contra Viento y Marea se realizó en el marco de la Feria Internacional del Libro de Bogotá 2017, con motivo de la celebración de los 30 años de la feria.
- En 2017, se llevó a cabo el VI Encuentro de la Red Iberoamericana de Responsables de Políticas y Planes de Lectura. Durante el evento, se reunieron representantes de 15 países miembros de Redplanes con los equipos regionales de las instituciones vinculadas al Plan Nacional de la Lectura de Chile. Del encuentro surgió la Declaración de Valparaíso, documento en el que se reitera la importancia de fortalecer los marcos normativos, legislativos y presupuestales para garantizar la continuidad de los planes.
- En 2018, Colombia adoptó un estatuto de uso de obras huérfanas, tomando como base la propuesta presentada por el Cerlalc en 2015, y respaldada por el Centro en espacios académicos y políticos en 2018. La reforma a la Ley 23 de 1982 sobre derechos de autor y derechos conexos, efectuada mediante la Ley 1915 de 2018, constituye una herramienta de especial valor para promover el desarrollo de las bibliotecas en Colombia y la implementación de nuevas estrategias de promoción de acceso a diversidad de contenidos para los usuarios.

## Directores del Cerlalc desde su creación
| Nombre                    | Término         |
| ------------------------- | --------------- |
| Arcadio Plazas            | 1972-1975       |
| Carlos Eslava             | 1976-1977       |
| Gonzalo Canal             | 1978-1979       |
| Jaime Jaramillo           | 1980-1985       |
| Édgar Bustamante          | 1986-1987       |
| Óscar Delgado             | 1987-1989       |
| Luis Horacio López        | 1989-1990       |
| Jorge Salazar             | 1991-1995       |
| Carmen Barvo              | 1995-1999       |
| Alma Byington de Arboleda | 1999-2000       |
| Adelaida Nieto            | 2000-2005       |
| Isadora de Norden         | 2005 - 2009     |
| Fernando Zapata           | 2009-2015       |
| Marianne Ponsford         | 2015-2019       |
| Andrés Ossa Quintero      | 2020-2023       |
| Margarita Cuéllar Barona  | 2024 a la fecha |

## Estructura
El CERLALC está conformado por un Consejo, máximo órgano de dirección encargado de aprobar los lineamientos políticos que rigen las acciones del CERLALC. Se reúne cada dos años y está integrado por:
- Un representante de cada uno de los 20 países miembros.
- Un representante del Director General de la UNESCO.

Y por Colombia, como país sede:
- Un representante de la Presidencia de la República.
- Un representante del Ministerio de Relaciones Exteriores.
- Un representante del Ministerio de Educación Nacional.

El Centro cuenta, además, con un Comité Ejecutivo, integrado por un representante de 6 de los 21 países miembros, elegidos por el Consejo para un periodo de dos años, un representante de la Directora General de la UNESCO, y los ministros de Relaciones Exteriores y de Educación de Colombia o sus delegados.
Entre sus principales funciones están aprobar el programa técnico y el presupuesto del organismo, así como ejercer control sobre el funcionamiento general del Cerlalc y la ejecución de los programas, de conformidad con los lineamientos básicos adoptados por el Consejo. Este órgano de dirección se reúne anualmente.
- Los representantes de los siguientes Países miembros: Argentina, Brasil, El Salvador, Cuba, Guatemala y México.
- Un representante de la Directora General de la UNESCO.
- Los Ministros de Relaciones Exteriores y de Educación de Colombia o sus delegados.

La Presidencia del Comité Ejecutivo está a cargo de El Salvador.

## Líneas de acción
El Cerlalc adelanta y apoya acciones locales y regionales en las siguientes líneas:
- Asistencia técnica: El Cerlalc brinda asesoría a los países miembros en los ámbitos de su gestión, es decir, en el diseño, la actualización y la evaluación de políticas públicas en materia de industria editorial, sistemas de bibliotecas, promoción de la lectura y derecho de autor, así como la legislación nacional en esas materias.

- Investigación: El Centro produce conocimiento especializado para informar sobre el diseño, el seguimiento y la ejecución de las políticas públicas de los gobiernos iberoamericanos y, en general, la toma de decisiones estratégicas por parte de actores gubernamentales, del sector privado y de la sociedad civil involucrados en el desarrollo de sociedades lectoras.

- Formación: El Cerlalc presenta una oferta formativa presencial y virtual en aspectos puntuales de la industria editorial, la promoción de lectura, las bibliotecas y el derecho de autor. La oferta de formación responde a las necesidades de los procesos de asistencia técnica que se brinda a los países miembros y a objetivos o acciones particulares de proyectos especiales.

- Publicaciones: El Cerlalc desarrolla una actividad editorial encaminada a dar visibilidad y difusión a las investigaciones producidas por el equipo del Centro y sus asesores externos, así como a construir paulatinamente un catálogo que sirva para apoyar la reflexión y el trabajo de los actores de la región y el mundo.

- Programas: Los programas son acciones permanentes del Centro que implican un trabajo de articulación de redes entre diversos actores, gubernamentales y privados, así como de gestión del conocimiento con objetivos específicos, que se alinean con la misión del Centro y se articulan con los objetivos de sus programas técnicos. El Cerlalc coordina el Observatorio Iberoamericano de Cultura y Educación para la Primera Infancia y ejerce las funciones de Unidad Técnica del Programa Iberoamericano de Bibliotecas Públicas – Iberbibliotecas.

## Países miembros
Hoy, 21 países integran el Cerlalc: 
| PAÍSES               | PAÍSES    | PAÍSES      |
| -------------------- | --------- | ----------- |
| Argentina            | Bolivia   | Brasil      |
| Chile                | Colombia  | Costa Rica  |
| Cuba                 | Ecuador   | El Salvador |
| España               | Guatemala | Honduras    |
| México               | Nicaragua | Panamá      |
| Paraguay             | Perú      | Portugal    |
| República Dominicana | Uruguay   | Venezuela   |

Puerto Rico no es miembro de la Cerlalc, si bien ha tenido participaciones en los programas y actividades eventuales realizadas por este organismo intergubernamental, como llevar a cabo el desarrollo de la lectura dirigida a la región latinoamericana y caribeña. Siendo representado mediante sus delegaciones, entre ellos los integrantes de la Universidad Autónoma de Puerto Rico.

## Sede
La primera sede del Centro, entregada por el Ministerio de Educación Nacional de Colombia, se encontraba ubicada en el corazón histórico de Bogotá. Con la ampliación del personal, se hizo necesaria una nueva sede al poco tiempo. Finalmente, en 1973, el Cerlalc adquirió su sede actual.

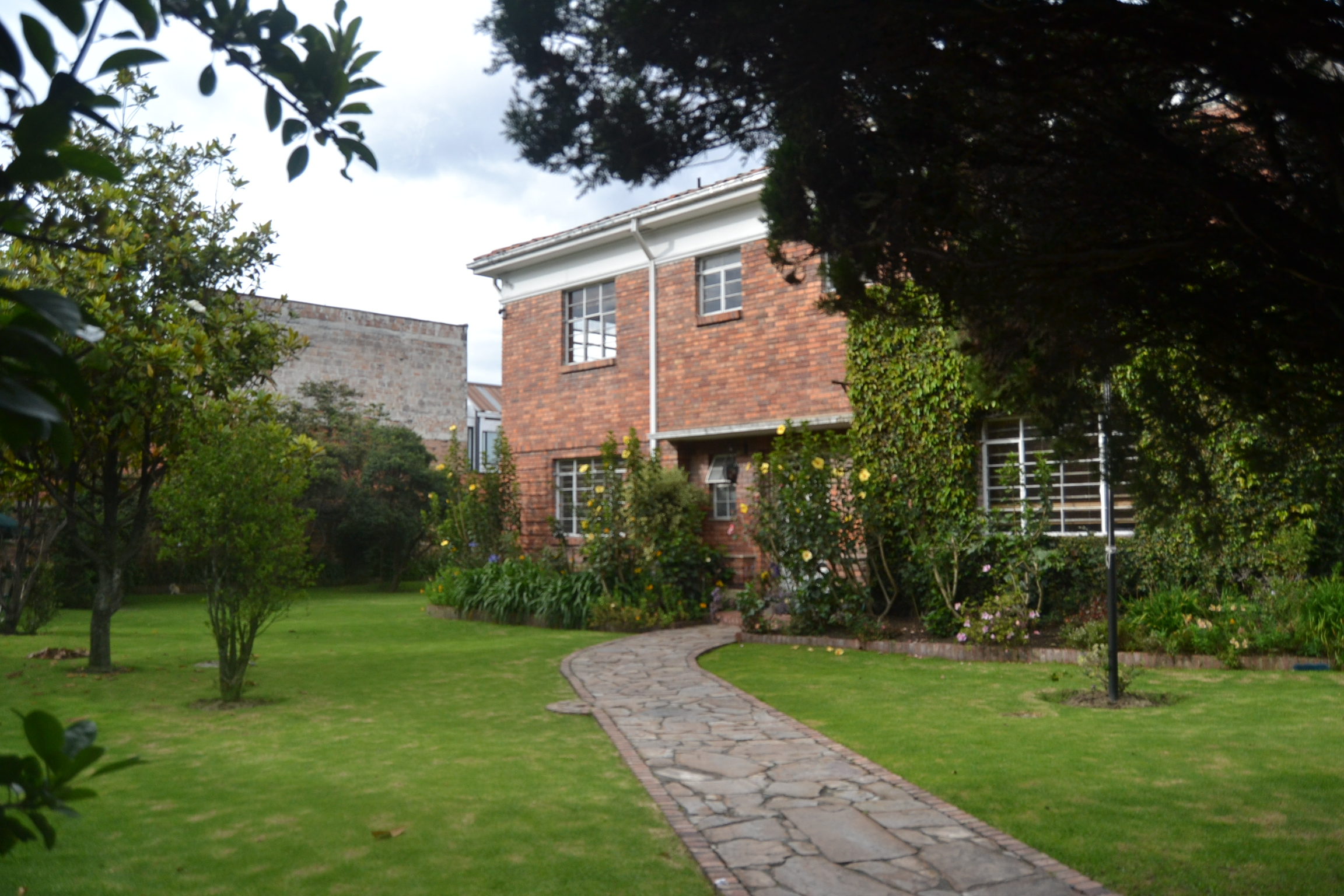
Sede Cerlalc en Bogotá